# Gottfried Ballin

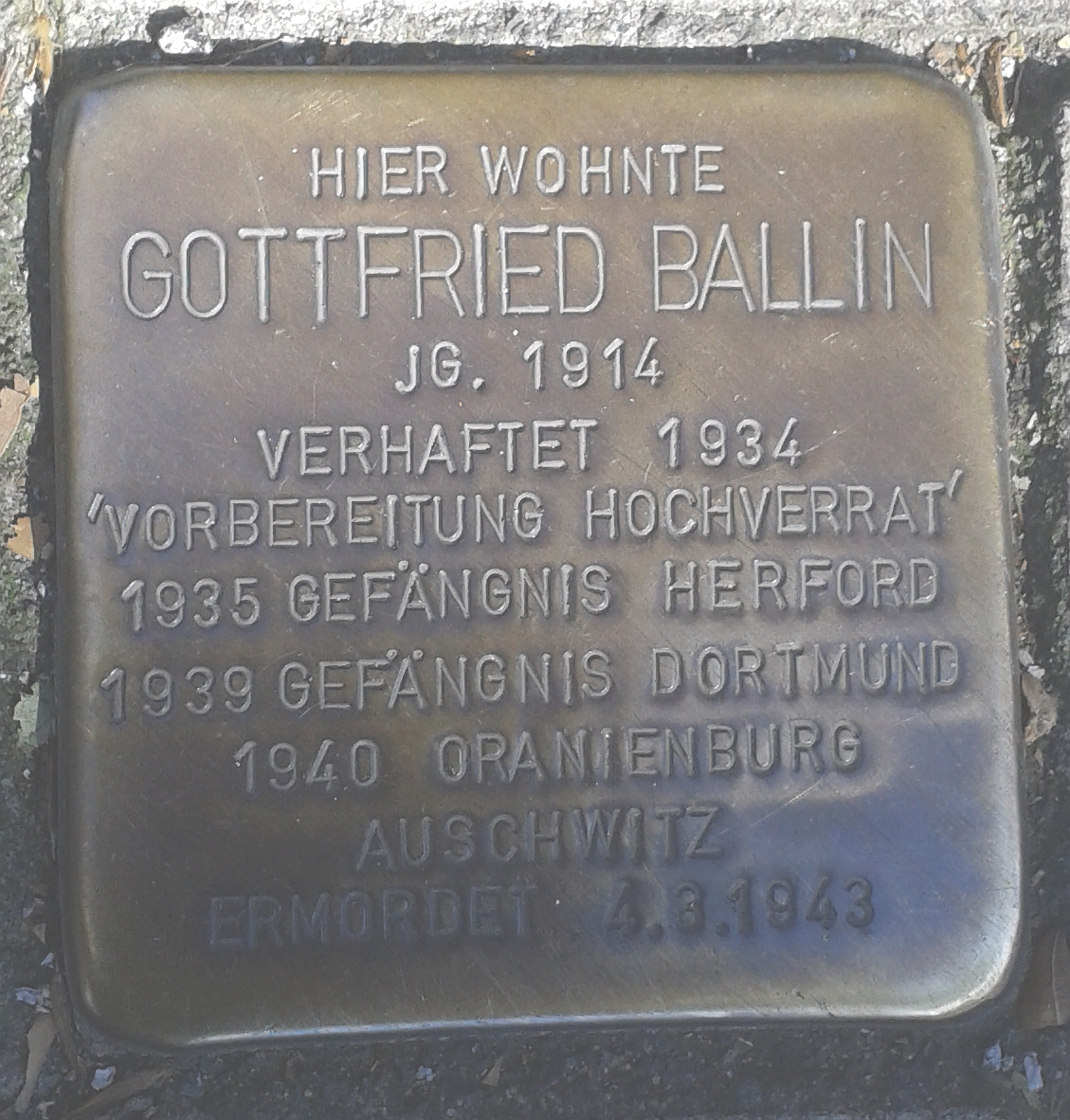
Stolperstein für Gottfried Ballin in Köln

Gottfried Rudolf Johannes Ballin (geb. 9. April 1914 in Berlin; gest. 4. März 1943 im KZ Auschwitz) war ein deutscher Widerständler gegen den Nationalsozialismus.

## Biographie

### Jugend und Ausbildung
Gottfried Ballin entstammte einer gutbürgerlichen, wohlhabenden Familie. Seine Mutter Anna Ballin war eine Tochter von Alexander Ganz, dem die renommierte und älteste Buchhandlung Kölns, die M. Lengfeld'sche Buchhandlung (gegründet 1842), gehörte. Sie studierte Malerei; im Alter von 27 heiratete sie den Arzt Martin Ballin. Nach seiner Teilnahme am Ersten Weltkrieg nahm er sich 1919 das Leben.
1928 zog die Familie – Anna Ballin und ihre drei Söhne Gottfried, Wolfgang und Arnold – in ein eigenes Haus in der sogenannten „Göttersiedlung“ im Kölner Stadtteil Rath. Gottfried Ballin besuchte das Gymnasium Kreuzgasse. Da er nach dem Abitur wegen seiner jüdischen Herkunft nicht studieren durfte, trat er  nach seinem Abitur als Lehrling in die Buchhandlung seiner Familie ein.
Ab 1932 betätigte sich Ballin politisch in der linkssozialistischen Sozialistischen Arbeiterpartei Deutschlands (SAP), gemeinsam mit seiner späteren Ehefrau Helene Sälzer, die noch als seine Verlobte in das Haus der Familie einzog.

### Widerstand und Haft
Nach der Machtergreifung durch die Nationalsozialisten wurde das Haus der jüdischen Familie von SS-Männern durchsucht, die sogar den Boden aufstemmten. Als sie aber die Kriegsauszeichnungen von Martin Ballin sahen, verließen sie salutierend das Haus. Die Wände des Hauses wurden dennoch mit antisemitischen Parolen beschmiert. Daraufhin zog die Familie in eine Wohnung in die Innenstadt von Köln.
Gottfried Ballin und Helene Sälzer setzten dennoch ihre nunmehr illegale Widerstandsarbeit fort; Treffpunkt war ein Turm der Sülzburg zwischen Rösrath und Lohmar. Kopf der SAP-Gruppe war Erich Sander, Sohn des Fotografen August Sander. Im Sommer 1934 wurde die Gruppe verraten und bis auf die beiden in der Gruppe aktiven Frauen alle Mitglieder verhaftet. Ballin wurde zunächst im Klingelpütz und später in Dortmund inhaftiert. Am 31. Mai 1935 wurden 18 Mitglieder der SAP vom IV. Strafsenat des Oberlandesgerichts Hamm wegen „Verbrechens der Vorbereitung zum Hochverrat“ verurteilt. Ballin wurde zu fünf Jahren Zuchthaus verurteilt: Er habe zwei Mitglieder angeworben, die Zeitschrift Der Banner verkauft und Spenden an Sander weitergeleitet.
Ballin war nacheinander in Münster, Herford und in Siegburg inhaftiert. In dieser Zeit versuchte er, durch Lektüre sein Englisch zu verbessern, da er davon ausging, nach seiner Entlassung nicht mehr in Deutschland leben zu können. Seine Mutter und seine Frau bereiteten währenddessen die Auswanderung nach Südamerika vor, da Ballin am 17. September 1939 aus der Haft entlassen werden sollte. Die Mutter verkaufte ihr Haus in Rath; aus der Siedlungsgenossenschaft wurde sie ausgeschlossen, ohne dass sie ihre Einlagen erstattet bekam. Weil Ballin Jude war, wurde er jedoch nicht aus dem Gefängnis entlassen, sondern im Oktober 1939 von dort aus in das KZ Sachsenhausen deportiert.
Anna Ballin und ihre Schwiegertochter Helene zogen nach Berlin und versuchten ein Jahr lang mit der finanziellen Unterstützung jüdischer Freunde Gottfried Ballin über Mittelsmänner freizukaufen, was angeblich möglich war, hatten jedoch keinen Erfolg. Schließlich kehrten die beiden Frauen mittellos nach Köln zurück. Das letzte Lebenszeichen von Ballin war eine Postkarte aus Auschwitz. Anschließend erhielt sein Onkel die Nachricht, dass man Ballins Asche dort abholen könne. Richard Rosendahl, ein jüdischer Mitgefangener aus Köln und früherer Klassenkamerad, berichtete Helene Ballin später, ihr Mann habe einen Fluchtversuch unternommen und sei anschließend in der Gaskammer ermordet worden. Anna Ballin hatte sich stets geweigert auszuwandern, solange ihr Sohn in Haft war. Auch Angebote, sie zu verstecken, lehnte sie ab, weil sie niemanden in Schwierigkeiten bringen wollte. 1942 wurde sie nach Theresienstadt deportiert und kam dort zu Tode.
Den Brüdern von Gottfried Ballin, Wolfgang und Arnold, gelang es, Deutschland rechtzeitig zu verlassen; Wolfgang Ballin emigrierte in die USA, Arnold Ballin nach Großbritannien und anschließend nach Südafrika. Arnold Ballin verlor den Kontakt zu seiner Familie und erfuhr erst 1957 bei einem Besuch in Deutschland vom Schicksal seiner Mutter und seines Bruders. Nach seiner Rückkehr nach Südafrika nahm er sich das Leben.

## Gedenken

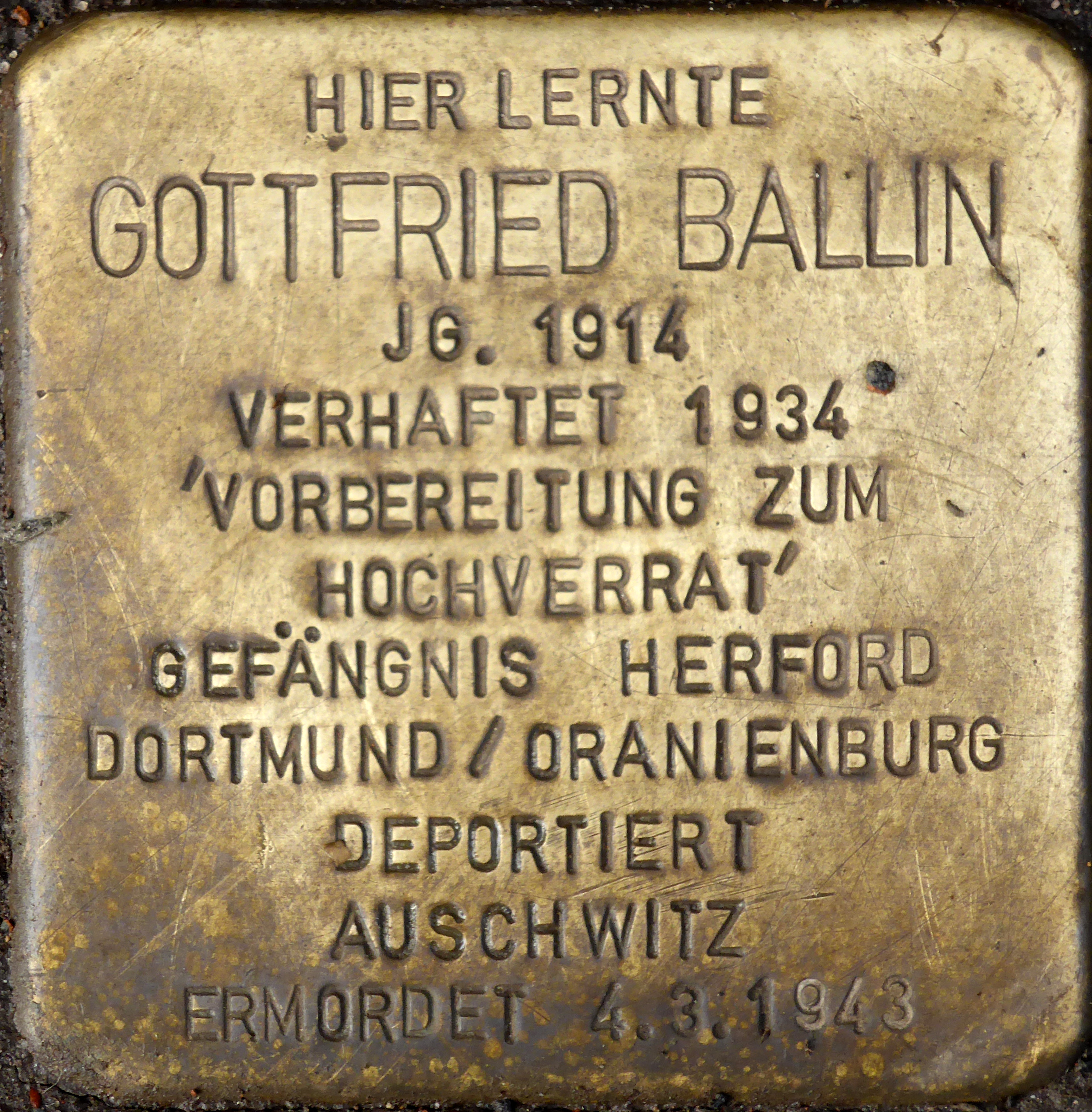
Stolperstein Vogelsanger Str. 1

Zum Gedenken an Gottfried Ballin wurde ein Stolperstein vor dessen ehemaliger Wohnung in der Steinfelder Gasse 8, Kölner Altstadt-Nord, verlegt. 2014 wurde ein weiterer Stolperstein für ihn und für Richard Rosendahl vor deren ehemaliger Schule Gymnasium Kreuzgasse angebracht.
An der ehemaligen Kommandantur der belgischen Haelen Kaserne im jetzigen Stadtwaldviertel in Köln-Junkersdorf wurde 2004 im Beisein der Witwe Helene Ballin ein Schild mit dem Namen Gottfried-Ballin-Haus enthüllt; weitere Tafeln im Gebäude klären über sein Schicksal auf. In der ehemaligen Kaserne befindet sich ein integratives Wohnprojekt.
Fritz Bilz, langjähriger stellvertretender Vorsitzender des Vereins EL-DE-Haus, gab gemeinsam mit seiner Frau Brigitte ein Buch mit den Briefen von Ballin aus der Gestapo-Haft heraus, die dessen Frau Helene aufbewahrt hatte. Bilz war es auch, der sich für die Benennung des Gottfried-Ballin-Hauses engagiert hatte.
Auf dem jüdischen Friedhof in Limburg an der Lahn steht auf dem Grab der Limburger Johanna Ballin geb. Wolff (1839–1914) und ihres Sohnes Martin Ballin (1874–1920) ein Gedenkstein für Gottfried Ballin und seine Mutter Anna Ballin.